# The Life and Crimes of Alice Cooper
The Life and Crimes of Alice Cooper (рус. Жизнь и преступления Элиса Купера) — четырёх-дисковый сборник Элиса Купера, изданный в 1999 году.

## Об альбоме
The Life and Crimes of Alice Cooper включает выборочные композиции из альбомов периода 1965 − 1997 годов, а также песни с би-сайдов, не издававшиеся вещи и прочие редкости. Совершенно случайно сборник вышел 20 апреля, в тот же день, когда произошло массовое убийство в школе «Колумбайн», а на личном сайте Эрика Харриса, одного из зачинщиков нападения, была размещена цитата из песни Элиса «The Black Widow» (Man has ruled this world as a stumbling, demented child king long enough). Вскоре после инцидента музыкант дал радиоинтервью, в котором объяснил, что песня всего лишь о чёрной вдове и не имеет отношения к убийствам.

## Список композиций
1 диск
| №   | Название                                                       | Альбом                     | Длительность |
| --- | -------------------------------------------------------------- | -------------------------- | ------------ |
| 1.  | «Don't Blow Your Mind» (запись группы The Spiders, 1966 год)   |                            | 2:36         |
| 2.  | «Hitch Hike» (запись группы The Spiders, 1965 год)             |                            | 2:01         |
| 3.  | «Why Don't You Love Me» (запись группы The Spiders, 1965 год)  |                            | 1:57         |
| 4.  | «Lay Down And Die, Goodbye» (запись группы The Nazz, 1967 год) |                            | 2:07         |
| 5.  | «Nobody Likes Me» (демоверсия 1968 года)                       |                            | 3:23         |
| 6.  | «Levity Ball» (студийная версия 1968 года)                     |                            | 4:45         |
| 7.  | «Reflected»                                                    | Pretties for You, 1969 год | 3:14         |
| 8.  | «Mr. and Misdemeanor»                                          | Easy Action, 1970 год      | 3:00         |
| 9.  | «Refrigerator Heaven»                                          | Easy Action                | 1:54         |
| 10. | «Caught in a Dream» (сингл-версия 1971 года)                   |                            | 2:55         |
| 11. | «I'm Eighteen»                                                 | Love It to Death, 1971 год | 2:58         |
| 12. | «Is It My Body?»                                               | Love It to Death           | 2:39         |
| 13. | «Ballad of Dwight Fry»                                         | Love It to Death           | 6:34         |
| 14. | «Under My Wheels»                                              | Killer, 1971 год           | 2:47         |
| 15. | «Be My Lover»                                                  | Killer                     | 3:21         |
| 16. | «Desperado»                                                    | Killer                     | 3:29         |
| 17. | «Dead Babies»                                                  | Killer                     | 5:42         |
| 18. | «Killer»                                                       | Killer                     | 7:05         |
| 19. | «Call It Evil» (демоверсия 1971 года)                          |                            | 3:28         |
| 20. | «Gutter Cat Vs. The Jets»                                      | School’s Out, 1972 год     | 4:39         |
| 21. | «School's Out» (сингл-версия 1972 года)                        |                            | 3:31         |

2 диск
| №   | Название                                                                              | Альбом                              | Длительность |
| --- | ------------------------------------------------------------------------------------- | ----------------------------------- | ------------ |
| 1.  | «Hello Hooray»                                                                        | Billion Dollar Babies, 1973 год     | 4:15         |
| 2.  | «Elected» (сингл-версия 1973 года)                                                    |                                     | 3:43         |
| 3.  | «Billion Dollar Babies»                                                               | Billion Dollar Babies               | 3:39         |
| 4.  | «No More Mr. Nice Guy»                                                                | Billion Dollar Babies               | 3:07         |
| 5.  | «I Love the Dead»                                                                     | Billion Dollar Babies               | 5:07         |
| 6.  | «Slick Black Limousine» (специально для New Musical Express, 1973 год)                |                                     | 4:27         |
| 7.  | «Respect for the Sleepers» (демоверсия 1973 года)                                     |                                     | 3:48         |
| 8.  | «Muscle of Love»                                                                      | Muscle of Love, 1973 год            | 3:45         |
| 9.  | «Teenage Lament '74»                                                                  | Muscle of Love                      | 3:52         |
| 10. | «Working Up a Sweat»                                                                  | Muscle of Love                      | 3:31         |
| 11. | «Man with the Golden Gun»                                                             | Muscle of Love                      | 3:13         |
| 12. | «I'm Flash» (сборник разных исполнителей Flash Fearless Vs. Zorg Woman, 1975 год)     |                                     | 2:47         |
| 13. | «Space Pirates» (сборник разных исполнителей Flash Fearless Vs. Zorg Woman, 1975 год) |                                     | 3:30         |
| 14. | «Welcome to My Nightmare» (сингл-версия 1975 года)                                    |                                     | 2:54         |
| 15. | «Only Women Bleed» (сингл-версия 1975 года)                                           |                                     | 3:17         |
| 16. | «Cold Ethyl»                                                                          | Welcome to My Nightmare, 1975 год   | 2:54         |
| 17. | «Department of Youth»                                                                 | Welcome to My Nightmare             | 3:17         |
| 18. | «Escape»                                                                              | Welcome to My Nightmare             | 3:14         |
| 19. | «I Never Cry»                                                                         | Alice Cooper Goes to Hell, 1976 год | 3:43         |
| 20. | «Go to Hell»                                                                          | Alice Cooper Goes to Hell           | 5:11         |

3 диск
| №   | Название | Альбом                        | Длительность |
| --- | --- | ----------------------------- | ------------ |
| 1.  | «It's Hot Tonight»                                                                                                   | Lace and Whiskey, 1977 год    | 3:21         |
| 2.  | «You and Me» (сингл-версия 1977 года)                                                                                |                               | 3:25         |
| 3.  | «I Miss You» (неофициальный альбом Billion Dollar Babies - Battle Axe, 1977 год)                                     |                               | 3:31         |
| 4.  | «No Time for Tears» (запись для фильма «Секстет», 1977 год)                                                          |                               | 2:59         |
| 5.  | «Because» (запись для фильма «Оркестр клуба одиноких сердец сержанта Пеппера» при участии группы Bee Gees, 1978 год) |                               | 2:45         |
| 6.  | «From the Inside» (сингл-версия 1979 года)                                                                           |                               | 3:30         |
| 7.  | «How You Gonna See Me Now»                                                                                           | From the Inside, 1978 год     | 3:53         |
| 8.  | «Serious» | From the Inside               | 2:41         |
| 9.  | «No Tricks» (би-сайд неизданного сингла, 1978 год)                                                                   |                               | 4:15         |
| 10. | «Road Rats» (запись для фильма «Техперсонал», 1980 год)                                                              |                               | 2:43         |
| 11. | «Clones (We're All)» (сингл-версия 1980 года)                                                                        |                               | 2:51         |
| 12. | «Pain» | Flush the Fashion, 1980 год   | 4:10         |
| 13. | «Who Do You Think We Are» (сингл-версия 1981 года)                                                                   |                               | 3:05         |
| 14. | «Look at You Over There, Ripping the Sawdust From My Teddybear» (демоверсия 1981 года)                               |                               | 3:18         |
| 15. | «For Britain Only» (сингл только для Великобритании)                                                                 |                               | 3:02         |
| 16. | «I Am the Future» (сингл-версия 1982 года)                                                                           |                               | 3:45         |
| 17. | «Tag, You're It» | Zipper Catches Skin, 1982 год | 2:52         |
| 18. | «Former Lee Warmer»                                                                                                  | DaDa, 1983 год                | 4:07         |
| 19. | «I Love America» | DaDa                          | 3:47         |
| 20. | «Identity Crisis» (запись для фильма «Повелитель собак», 1984 год)                                                   |                               | 2:50         |
| 21. | «See Me in the Mirror» (запись для фильма «Повелитель собак», 1984 год)                                              |                               | 3:12         |
| 22. | «Hard Rock Summer» (запись для фильма «Пятница, 13-е: Джейсон жив», 1986 год)                                        |                               | 2:30         |

4 диск
| №   | Название                                                                                         | Альбом                             | Длительность |
| --- | ------------------------------------------------------------------------------------------------ | ---------------------------------- | ------------ |
| 1.  | «He's Back (The Man Behind the Mask)» (демоверсия 1986 года)                                     |                                    | 3:20         |
| 2.  | «He's Back (The Man Behind the Mask)» (запись для фильма «Пятница, 13-е: Джейсон жив», 1986 год) |                                    | 3:44         |
| 3.  | «Teenage Frankenstein»                                                                           | Constrictor, 1986 год              | 3:32         |
| 4.  | «Freedom»                                                                                        | Raise Your Fist and Yell, 1987 год | 4:04         |
| 5.  | «Prince of Darkness»                                                                             | Raise Your Fist and Yell           | 5:09         |
| 6.  | «Under My Wheels» (запись для фильма «Упадок западной цивилизации, часть 2», 1988 год)           |                                    | 3:10         |
| 7.  | «I Got a Line On You» (запись для фильма «Железный орёл 2», 1988 год)                            |                                    | 2:59         |
| 8.  | «Poison»                                                                                         | Trash, 1989 год                    | 4:27         |
| 9.  | «Trash»                                                                                          | Trash                              | 3:58         |
| 10. | «Only My Heart Talkin»                                                                           | Trash                              | 4:44         |
| 11. | «Hey Stoopid» (сингл-версия 1991 года)                                                           |                                    | 4:15         |
| 12. | «Feed My Frankenstein»                                                                           | Hey Stoopid, 1991 год              | 4:42         |
| 13. | «Fire» (би-сайд неизданного сингла, 1991 год)                                                    |                                    | 3:00         |
| 14. | «Lost in America»                                                                                | The Last Temptation, 1994 год      | 3:54         |
| 15. | «It's Me»                                                                                        | The Last Temptation                | 4:40         |
| 16. | «Hands of Death» (запись для сериала «Секретные материалы» при участии Роба Зомби, 1996 год)     |                                    | 3:53         |
| 17. | «Is Anyone Home?»                                                                                | A Fistful of Alice, 1997 год       | 4:10         |
| 18. | «Stolen Prayer»                                                                                  | The Last Temptation                | 5:35         |